# Прапротно Брдо
Прапротно Брдо (словен. Praprotno Brdo) — поселення в общині Логатець, Осреднєсловенський регіон, Словенія. Висота над рівнем моря: 699,1 м.